# Rebecca - La prima moglie (film)
Rebecca - La prima moglie (Rebecca) è un film del 1940 diretto da Alfred Hitchcock, tratto dal romanzo Rebecca, la prima moglie di Daphne du Maurier, vincitore di due premi Oscar, tra cui quello per il miglior film. Il film è stato distribuito in Italia anche con i titoli La prima moglie (Rebecca) e Rebecca.
Scelto come film di apertura al primo Festival internazionale del cinema di Berlino nel 1951, nel 1940 il National Board of Review of Motion Pictures l'ha inserito nella lista dei migliori dieci film dell'anno.

## Trama
A Monte Carlo una giovane dama di compagnia (di cui nel film non viene mai menzionato il vero nome), incontra e sposa il ricco e aristocratico Massimo de Winter. Questi è vedovo della prima moglie, Rebecca, con cui ha vissuto nel castello di Manderley, in Inghilterra, un sontuoso maniero a strapiombo su una costa rocciosa. Rebecca era morta nell'affondamento del suo yacht ed era stata seppellita nella cappella di famiglia dopo che il marito aveva riconosciuto il cadavere.
Massimo e la nuova moglie, giovane, timorosa e ingenua, giungono al castello, dove la governante, la signora Danvers, una donna dura e inquietante, nutre ancora un'ammirazione incondizionata nei confronti della precedente datrice di lavoro, cosa che porta la nuova moglie alla gelosia e all'esasperazione. La Danvers manifesta infatti un affetto maniacale per la defunta Rebecca, mantenendo atteggiamenti distaccati verso la seconda signora de Winter, che oltretutto constata la presenza del ricordo di Rebecca nei pensieri del marito.
Un giorno un vascello affonda casualmente, cozzando su insidiosi scogli, davanti al castello di Manderley. I palombari trovano accanto a questo il relitto dello yacht affondato di Rebecca. Durante le ispezioni si scopre che il corpo della donna è ancora nel relitto in una cabina chiusa, che le paratie sono state sfondate dall'interno e che le valvole di sicurezza sono state aperte, in un evidente tentativo di danneggiare e far affondare lo yacht.
Massimo è così costretto ad affrontare un nuovo processo. Prima di recarsi in tribunale confessa però, solo alla moglie, la verità. Rebecca era morta accidentalmente di fronte a lui: infatti un giorno in cui i due erano nel capanno di famiglia, sul mare, dove abitualmente la donna incontrava i suoi numerosi amanti, lei gli aveva annunciato d'essere incinta di un altro; Massimo poi la schiaffeggiò e Rebecca accidentalmente cadde battendo violentemente la testa contro una carrucola. La donna rimase uccisa e Massimo, nel timore di essere accusato di omicidio, affondò il proprio yacht con all'interno il corpo della moglie, simulando poi il riconoscimento del cadavere di una sconosciuta. La giovane sposa crede nella buona fede di Massimo ed è pronta a difenderlo.
Durante il processo Massimo ribadisce che la morte di Rebecca fu una disgrazia, ma il colonnello Julyan incaricato dell'indagine vuole approfondire le circostanze della morte della donna chiamando come testimoni Jack Favell, cugino di Rebecca, e la Danvers. Il matrimonio dei De Winter, in apparenza perfetto, celava un rapporto fatto di odio. Rebecca infatti non amava il marito e già pochi giorni dopo il matrimonio lo tradiva senza pudore. Per questo Massimo la odiava, nascondendo però a tutti la crisi coniugale per evitare uno scandalo nella piccola contea.
Jack Favell, cugino e anche amante di Rebecca, credendo che la donna aspettasse un figlio da lui, cerca di ricattare Massimo. Quando le indagini portano però alla rivelazione che Rebecca era in realtà malata terminale di cancro e non era in stato di gravidanza, il giudice scagiona Massimo. L'uomo si rende quindi conto che Rebecca aveva usato lui per sfuggire a una devastante agonia, provocando la sua ira con una menzogna.
Mentre Massimo torna in auto a Manderley, felice di dare la buona notizia alla moglie, Jack telefona alla Danvers, comunicandole che l'uomo è stato scagionato e che i due sposi ora potranno vivere felici nel castello di Manderley. La Danvers, ormai in preda alla pazzia, appicca il fuoco a Manderley, morendo nell'incendio che distrugge per sempre il castello ma non il matrimonio di Massimo, che finalmente può dimenticare Rebecca.

## Produzione
Si tratta del primo film girato negli USA da Hitchcock per il produttore David O. Selznick.

### Soggetto

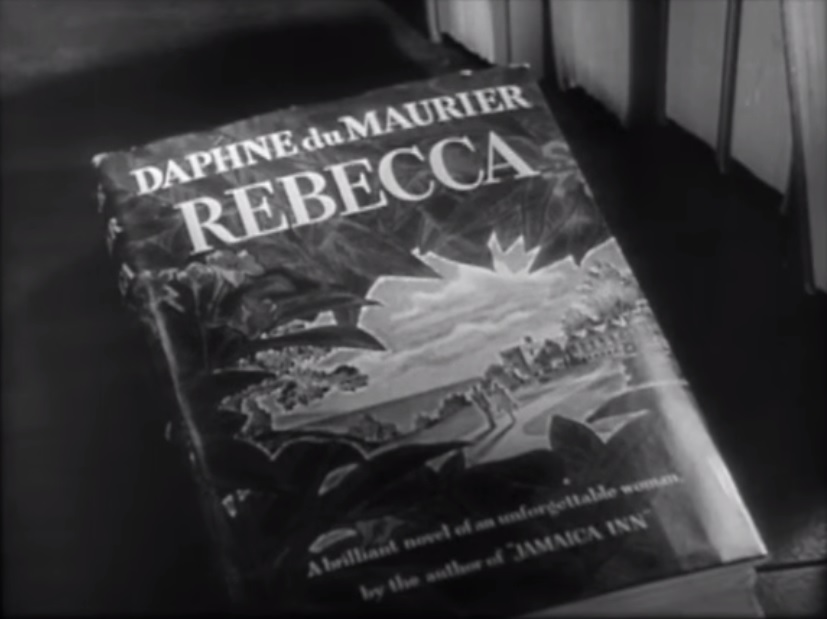
Il libro di Daphne du Maurier

La storia narrata nel film segue abbastanza fedelmente l'omonimo romanzo di Daphne du Maurier, differendone solo lievemente per qualche dettaglio. Per esempio Hitchcock, per rispettare il Codice Hays, ha dovuto modificare il racconto della morte di Rebecca: nel libro Massimo afferma di averle sparato, nel film invece dice di averla colpita e fatta cadere accidentalmente su una carrucola. Uno dei tratti salienti dell'opera che è stato mantenuto nella trasposizione della pellicola è il fatto che il personaggio centrale della giovane de Winter, interpretata da Joan Fontaine, non ha un nome, e questo ne enfatizza il contrasto con la signora de Winter, l'unica possibile per Miss Danvers. L'assenza del nome per la seconda moglie rappresentò però un problema in fase di scrittura della sceneggiatura.

### Sceneggiatura
Collaborarono alla sceneggiatura lo scrittore Michael Hogan, Joan Harrison, segretaria e sceneggiatrice del regista, e Robert Sherwood, che operò sulla parte finale. Ai dialoghi lavorò Philip MacDonald.

### Cast

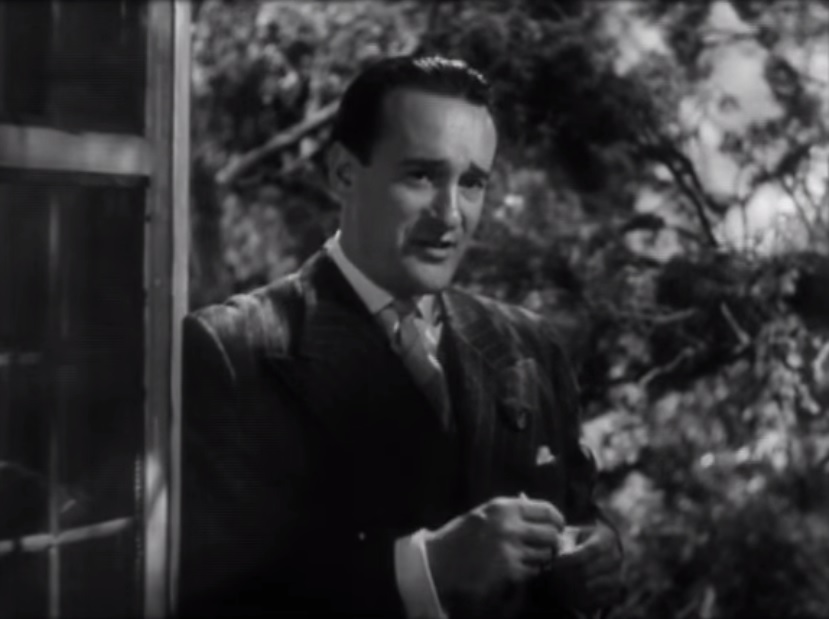
George Sanders nel trailer

Il cast è quasi completamente inglese. Tra le attrici che si presentarono al provino per il ruolo della signora de Winter, vanno ricordate Loretta Young, Margaret Sullavan, Vivien Leigh e Anne Baxter. Fu scelta Joan Fontaine, allora ventiduenne, che si rivelò perfetta in quella parte: dolce e intelligente, modesta e timida, spaventata e insicura, innamorata e tenace; Hitchcock la volle anche come protagonista nel film Il sospetto.
Il protagonista maschile fu Laurence Olivier, anch'egli molto indovinato nel ruolo di un personaggio complesso e misterioso, elegante e melanconico, autoritario e tormentato.
Nella parte della signora Danvers, la spietata e folle governante, fu scelta Judith Anderson: gelida, rigida, un viso senza espressione, l'attrice riesce a trasformarsi in una presenza terrificante.
Nel ruolo di Jack Favell, l'amante-cugino della prima moglie Rebecca, recita George Sanders, che interpreterà nel film successivo di Hitchcock, Il prigioniero di Amsterdam, il giornalista Scott Folliott.

### Riprese
Le riprese iniziarono nel settembre del 1939, proprio mentre in Europa la Polonia era invasa dall'esercito tedesco e scoppiava la seconda guerra mondiale.

### Costi
Il film costò più di un milione di dollari e fu il più costoso girato dal regista fino ad allora, avendo in compenso un grande riscontro negli incassi.

### Cameo

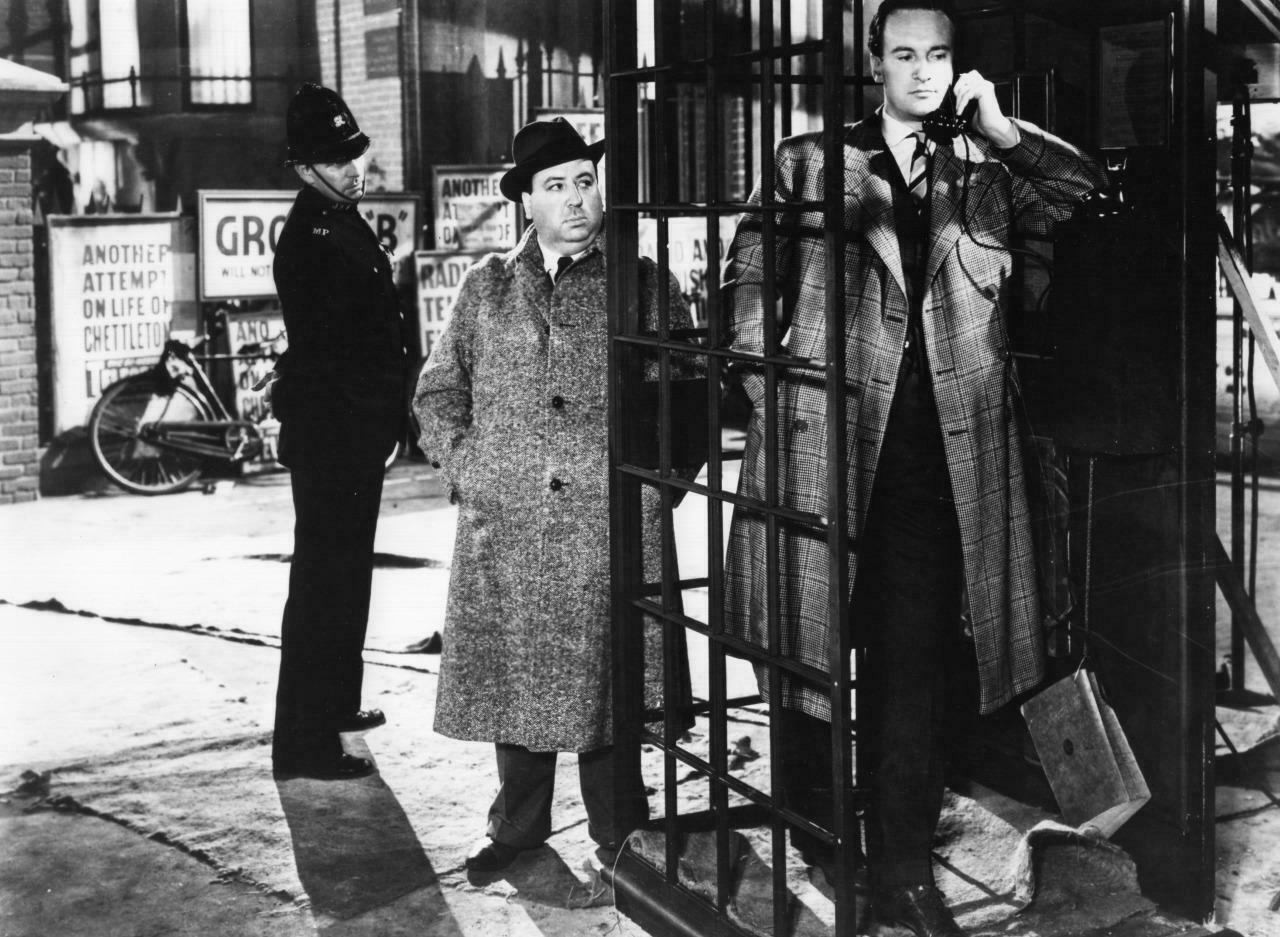
Il cameo di Alfred Hitchcock

Come da tradizione il regista appare in un cameo: lo si può individuare dietro la cabina telefonica dove c'è Jack Favell.

## Distribuzione
La prima ebbe luogo il 12 aprile 1940.

### Edizione italiana
Nella versione in italiano del film la colonna sonora originale è rielaborata attraverso un commento musicale integrativo curato dal compositore Umberto Galassi.

### Promozione
Per l'Italia i manifesti del film furono realizzati nel 1940 dal pittore cartellonista Sergio Gargiulo.

## Accoglienza
Il film, che venne scelto come film di apertura al primo Festival internazionale del cinema di Berlino nel 1951, ebbe un grande successo di pubblico e di critica, come dimostrano i riconoscimenti ottenuti.

### Critica

#### Fiaba
François Truffaut, nella celebre e fondamentale intervista fatta con il regista, afferma: «... è il primo dei suoi film che faccia pensare a una fiaba» e che «... la storia di Rebecca è molto simile a quella di Cenerentola». Hitchcock conferma e aggiunge «... la protagonista è Cenerentola e la signora Danvers è una delle sorelle cattive». Questa interpretazione è stata ripresa più volte dai critici successivi.

#### Giallo
«Un giallo fiabesco, moderno ed inquietante» lo definiscono Éric Rohmer e Claude Chabrol.

#### Horror, melò e sciarada
«Ci si accosta a questa trasposizione dell'altrettanto celebre romanzo di Daphne du Maurier subito coinvolti in un'atmosfera da favola gotica, si sfiora l'horror, si costeggia il melò e si precipita in un rebus di cristallina coerenza poetica».

## Struttura del film
La struttura del film segue una geometria rigorosa:
A = Prologo: il sogno.
B = Sviluppo in tre atti:
1. Montecarlo e la favola di Cenerentola fra ombre e luci
2. Manderley e il fantasma di Rebecca
3. L'indagine giudiziaria ed i colpi di scena sulla verità della morte di Rebecca.

C = Epilogo: l'incendio e la distruzione del castello.

## Il sogno
Il film inizia esattamente come il libro di Daphne du Maurier. Nel prologo la voce fuori campo della protagonista racconta un sogno. Lo spettatore è trasportato in un'atmosfera incantata. Dell'immaginario del Romanticismo ci sono parecchi elementi: un notturno, il chiaro di luna, un sentiero tortuoso e interrotto da una selva intricata e infestante, un cancello in ferro battuto chiuso con la catena attraversato da una "soprannaturale potenza", le rovine di un castello abbandonato. Il gioco di luci e ombre pare rianimare la vita fra quelle mura misteriose ma è un'illusione. Una nube nasconde la luna piena, "per un istante aleggiò sulla faccia come una mano oscura" e il miraggio svanisce. Il sogno riporta indietro, nel passato, tutto il film è un flashback, un unico lungo ricordo.

## Il mare
Il mare è l'immagine simbolo che accompagna Rebecca e che tormenta Massimo de Winter. Nella sequenza che racconta il casuale incontro fra i due protagonisti, immediatamente successiva a quella del sogno, l'immagine del mare s'accompagna a quella della vertigine. Nella prima inquadratura onde gonfie e spumeggianti sbattono contro le rocce, un movimento della macchina da presa percorre dal basso verso l'alto il pendio scosceso della rupe, un uomo è pericolosamente in bilico sullo strapiombo. La successiva inquadratura dell'uomo di spalle e il dettaglio dei piedi, instabilmente poggiati al suolo, rinforzano l'effetto di pericolo. Le immagini contengono già la verità del personaggio, pur riuscendo, per il momento, misteriose e indecifrabili per lo spettatore.

## Il castello di Manderley
Hitchcock ebbe a dichiarare: «Il film è la storia di una casa; si può dire che la casa è uno dei tre personaggi principali del film».
In realtà la casa – quando la si vede per intero – era un modellino, così come il vialetto che ci arriva. Hitchcock girò l'opera a Hollywood; Daphne du Maurier s'ispirava ai luoghi della sua infanzia a Fowey e in età adulta in quei luoghi affittò il maniero di Menabilly.

## Personaggi femminili

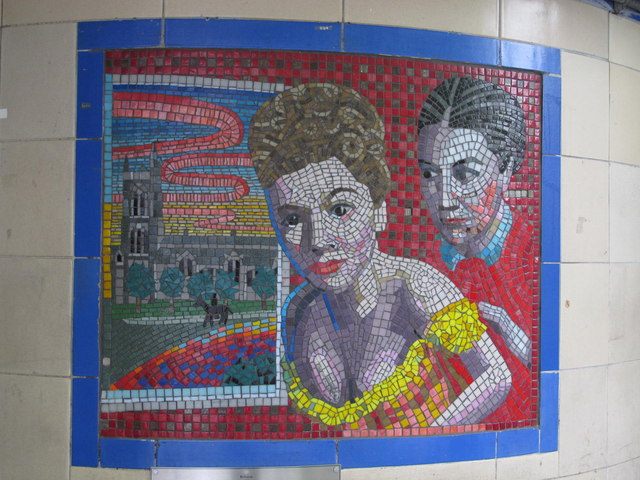
Una celebre scena nel mosaico della metropolitana di Londra

Il film è stato oggetto di analisi condotte da studiose americane interessate a problematiche legate alla femminilità e alla psicanalisi.
Secondo questi studi Hitchcock traccia, nel personaggio della protagonista, un ritratto femminile molto moderno, complesso e profondo, anche alla luce delle teorie psicanalitiche. Presenta una figura di donna alla ricerca della propria identità, che conquista faticosamente, sottraendosi alla dipendenza e alla conflittualità con le altre tre figure femminili: Mrs. Van Hopper, Mrs. Danvers e Rebecca. Il rapporto d'amore con Massimo è un percorso di conoscenza e di presa di coscienza di sé stessa.
Il regista sa descrivere ogni mutamento d'umore e ogni stato d'animo: la soggezione, la dignità, la fantasia, l'audacia, la gelosia e lo scoramento.

### Profilo della protagonista
- Senza nome, ha ventun anni, è bella e intelligente, ama disegnare come suo padre pittore, è orfana e di modeste condizioni. Per mantenersi fa la dama di compagnia di una ricca signora.
- L'incontro casuale con l'affascinante signore vedovo trasforma la sua vita in una favola: da dama di compagnia a castellana di Manderley.
- La necessità di conquistare l'amore del marito, d'indovinarne e realizzarne i desideri inespressi, la conduce a indagare sul suo passato. Questa curiosità avrà l'effetto di allontanare l'uomo, che desidera esattamente il contrario: nascondere e rimuovere quel passato.
- Da stralci di conversazioni, carpiti qua e là, emerge un ritratto ideale e irraggiungibile della prima moglie. Ciò esaspera il complesso d'inferiorità e la gelosia della giovane sposa.
- Schiacciata da un confronto impari, con tenacia non si arrende, continua la sua indagine, ma senza volerlo cede all'impulso inconscio d'imitare Rebecca.
- L'episodio culminante è il ballo mascherato e lo sventurato travestimento. Convinta di fare una sorpresa gradita a Massimo e, consigliata malignamente dalla Danvers, sceglie come costume l'abito dell'ava Lady Carolina de Winter, lo stesso indossato l'anno prima da Rebecca. Massimo reagisce inorridito all'apparizione sconvolgente del fantasma di Rebecca.
- Al massimo dell'umiliazione e della sconfitta, completamente annientata, la giovane rischia il suicidio, incoraggiata diabolicamente dalla Danvers.
- Il colpo di scena del ritrovamento del panfilo naufragato e del corpo di Rebecca produce una metamorfosi: infatti la donna, dopo aver appreso che Massimo odiava la prima moglie e che l'ha assassinata, se pur accidentalmente, anziché rimanere spaventata, si sente liberata dall'incubo della gelosia. Può finalmente essere sé stessa e da bambina insicura e angosciata si trasforma in donna forte e coraggiosa. Da questo momento sarà lei a sostenere il marito.

### Gli altri personaggi femminili

#### La signora Van Hopper
Ricca vedova in vacanza a Monte Carlo, funge nei confronti della giovane dama di compagnia da vice-madre, fintamente protettiva. Pettegola, sfrontata e invadente, è stupefatta della proposta di matrimonio ricevuta dalla sua protetta e reagisce poco generosamente insinuando giudizi maliziosi: «Le acque chete hanno un fondo turbolento... dite un po', non avrete fatto nulla di sconveniente?». E poi sferra il colpo basso, la battuta velenosa: «Non v'illuderete che sia innamorato!»

#### Rebecca
Proprio dalla sua invisibilità, il personaggio acquista una grande forza. La sua presenza è ovunque: nei discorsi di chi l'ha conosciuta, negli oggetti, eleganti e raffinati, che le sono appartenuti (la carta da lettere intestata, il prezioso Cupido di porcellana, il fazzoletto con le iniziali ricamate, la biancheria, la pelliccia), nelle stanze e nell'arredamento del castello, nelle consuetudini della casa. Giganteggia soprattutto nell'immaginario della protagonista, ossessionata dal suo senso di inadeguatezza e dalla paura di non essere amata.

#### La signora Danvers
È la governante di Rebecca, custode devota della casa-reliquiario, implacabile nel celebrare la defunta padrona. Incarna l'ambiguo rapporto d'identificazione fra servo e padrone. Intollerante della nuova moglie del padrone, fa di tutto per farla sentire un'intrusa, un'ospite sgradita. Punta ad annientarla e distruggerla psicologicamente. Sottile, vestita sempre di nero, appare all'improvviso e silenziosamente, in piedi, immobile. «La signora Danvers quasi non camminava, non la si vedeva mai muoversi da un posto all'altro [...] Veder camminare la signora Danvers l'avrebbe umanizzata».
Nella sua ostinata difesa del passato si oppone al rinnovarsi della vita e dà fuoco al castello: «...ma, se può servire solo le forze del passato, vivendo materialmente nel passato, ella riesce a distruggere nient'altro che il passato».

## Il gioco degli inganni
Hitchcock propone una visione della realtà che si modifica continuamente, in una specie di gioco di parvenze ingannevoli. La stessa du Maurier nel suo romanzo fa del suo meglio per mantenere l'ambiguità e il mistero, anche se non può, oggettivamente, cambiare di capitolo in capitolo la realtà scritta nero su bianco. Hitchcock, grazie al mezzo visivo, può invece avere piena libertà di passare dalla storia alle memorie alle visioni. Lo studioso Robert J. Yanal nel libro Hitchcock as Philosopher, analizzando il film, approfondisce il tema della conoscenza e della verità.
Niente è come appare
- Al primo incontro Massimo pare voler uccidersi: in realtà sta ricordando il suo primo impulso omicida nei confronti di Rebecca, la prima moglie.
- Massimo appare agli altri innamoratissimo di Rebecca, inconsolabile per la sua perdita: egli in realtà odia Rebecca ed è tormentato dal senso di colpa.
- La seconda moglie crede di non piacere al marito perché è troppo diversa da Rebecca: il marito l'ha sposata invece proprio perché è così diversa.
- Rebecca è descritta perfetta, dotata di ogni virtù: la donna in realtà era egoista, crudele e infedele.

La verità sulla morte di Rebecca
- Prima ricostruzione, raccontata da Massimo: l'incidente. Rebecca è stata uccisa accidentalmente da Massimo durante l'ennesima lite e l'ennesima provocazione. Accecato dall'ira, lui l'ha colpita facendola cadere e battere il capo su una carrucola.
- Seconda ricostruzione, raccontata dall'amante-ricattatore, Favell: l'assassinio premeditato. Rebecca era incinta dell'amante, l'aveva raccontato a Massimo e intendeva lasciarlo; egli l'ha intenzionalmente uccisa per evitare lo scandalo.
- Terza ricostruzione, raccontata dal medico, il dottor Baker: il suicidio. Rebecca era ammalata di cancro; proprio quel fatale pomeriggio aveva ricevuto l'esito degli esami eseguiti, che non le lasciavano speranze di sopravvivere. Ritornata a Manderley aveva provocato Massimo, ne aveva scatenato la gelosia e la rabbia, aveva cercato di essere colpita e uccisa. Questa è dunque la ricostruzione esatta della morte di Rebecca; un diabolico piano architettato unicamente dalla donna, con un suicidio mascherato da omicidio.
- Il verdetto della giustizia: Massimo è innocente e viene scagionato.
- Il verdetto della Danvers: Massimo e la seconda moglie non devono poter continuare a vivere a Manderley. I due devono essere puniti con la distruzione del castello.

## Tecnica cinematografica

### Soggettiva
Hitchcock racconta una storia filtrata dalla soggettività della persona che la vive. È attraverso i suoi occhi, le sue reazioni, il suo punto di vista che lo spettatore entra nella storia e interpreta gli eventi. Questa tecnica non permette allo spettatore di essere neutrale, costringendolo a essere emotivamente coinvolto. Significativamente, in questo che è forse il suo primo grande film, gli occhi con cui guarda sono quelli di una donna, come avverrà nella grande maggioranza dei suoi lavori.

### Suspense
Fin dal prologo il regista accende la curiosità dello spettatore sul misterioso castello del sogno: che cosa è accaduto in quel luogo? Continuamente, lungo tutto il film, il regista tiene tesa l'attenzione e la partecipazione di chi guarda: crea situazioni il cui esito incerto mette ansia, inserisce imprevisti che interrompono il fluido svolgersi degli avvenimenti, allude a segreti che incombono, fino all'ultimo spettacolare colpo di scena dell'incendio.

### Messa in scena e lavoro della cinepresa
Soprattutto nelle sequenze girate dentro il castello di Manderley il lavoro della cinepresa contribuisce, insieme alla sceneggiatura, a esprimere il senso d'inadeguatezza della protagonista. I corridoi, le finestre, le scale, i saloni sono inquadrati dalla cinepresa in modo che appaiano un labirinto in cui «...la bella intrusa sembra bloccata, schiacciata, incarcerata dai numerosi primissimi piani che popolano il film di dettagli, di particolari, di sguardi».

## Collegamenti ad altri film di Hitchcock
Hitchcock tornò sul tema del condizionamento del passato e del complesso di colpa nel 1949 con Il peccato di Lady Considine (Under Capricorn) e nel 1958 con La donna che visse due volte (Vertigo).

## Remake
- Nel 1979 fu prodotto un rifacimento del film dalla BBC Television con interpreti Jeremy Brett e la sua ex moglie Anna Massey.
- Nel 2008 la RAI ha realizzato una versione diretta da Riccardo Milani e interpretata da Cristiana Capotondi, Alessio Boni e Mariangela Melato.
- Il 21 ottobre 2020 la piattaforma streaming Netflix rende disponibile una nuova versione del film interpretata da Lily James, Kristin Scott Thomas e Armie Hammer per la regia di Ben Wheatley.[13]

## Riconoscimenti
- 1941 - Premio Oscar
  - Miglior film alla Selznick International Pictures
  - Migliore fotografia a George Barnes
  - Candidatura Miglior regista ad Alfred Hitchcock
  - Candidatura Miglior attore protagonista a Laurence Olivier
  - Candidatura Miglior attrice protagonista a Joan Fontaine
  - Candidatura Miglior attrice non protagonista a Judith Anderson
  - Candidatura Migliore sceneggiatura non originale a Robert E. Sherwood e Joan Harrison
  - Candidatura Migliore scenografia a Lyle R. Wheeler
  - Candidatura Miglior montaggio a Hal C. Kern
  - Candidatura Migliori effetti speciali a Jack Cosgrove e Arthur Johns
  - Candidatura Miglior colonna sonora a Franz Waxman

Nel 2018 è stato scelto per la conservazione nel National Film Registry della Biblioteca del Congresso degli Stati Uniti.